# Valle de Villaverde
Valle de Villaverde är en kommun i Spanien. Den ligger i den autonoma regionen Kantabrien i norra delen av landet, 300 km norr om huvudstaden Madrid. Antalet invånare är 252 (2024). Arean är 19,65 kvadratkilometer. Valle de Villaverde gränsar till Turtzioz / Trucios, Artzentales och Karrantza Harana / Valle de Carranza. 